# Агаг
Ага́г (ивр. אגג‎) — библейский персонаж, царь амалекитян. 
Возможно, что Агаг — не имя, а только титул амалекитянских царей.

## Библейское повествование
Был побеждён и взят в плен Саулом, царём израильским и умерщвлён затем пророком Самуилом (1Цар. 15).
Аман, персидский царедворец, о котором повествует книга Есфирь, называется Агаги, то есть потомок из рода Агага, а Флавий Иосиф (Antt. — XI, 6, 5) прямо обозначает его амалекитянином.

## Вопрос имени
Имя Агага упоминается уже в библейском Пятикнижии Моисея (Чис. 24:7), из чего заключают, что «Агаг» было общее название амалекских царей, как «авимелех» у филистимлян и «фараон» у египтян. Критики видели в этом доказательство позднейшего происхождения названной главы Пятикнижия. 

## Источник
- Агаг // Энциклопедический словарь Брокгауза и Ефрона : в 86 т. (82 т. и 4 доп.). — СПб., 1890—1907.